# Murgaš
Murgaš (Servisch: Мургаш) is een plaats in de Servische gemeente Ub. De plaats telt 559 inwoners (2002).